# Транссахарское шоссе
Транссаха́рское шоссе́   — транснациональное шоссе с твёрдым покрытием на севере Африки. Является важной транспортной артерией в торговле через пустыню Сахара. Оно протянулось от Средиземного моря на севере до Гвинейского залива на юге, из города Алжир в Алжире до города Лагос в Нигерии, благодаря чему имеет альтернативные названия «Шоссе Алжир—Лагос» или «Шоссе Лагос—Алжир».
Транссахарское шоссе является одним из старейших в Африке. Строительство началось в 1962 году, некоторые секции в Сахаре достроены в 1970-х.

## Дорога и статус
Транссахарское шоссе имеет длину около 4500 км, из которых более 85 % имеют твердое покрытие. Оно проходит через всего лишь три государства — Алжир, Нигер и Нигерию. Также шоссе имеет 3600 км ответвлений в Тунис, Мали и Чад.
Все 1200 км дороги на территории Нигерии с твёрдым покрытием, и являются частью национальной автодорожной системы, включая около 500 км скоростных 4-полосных участков. Но обслуживание шоссе часто недостаточное, и местами дорога может быть в плохом состоянии.
Около 2300 км, то есть более половины дороги, пролегает по территории Алжира. Южнее города Ин-Салах (велайя Таманрассет) дорога большей частью находится в плохом состоянии. В 2007 году южная часть 400-километрового участка Таманрассет—Ин-Геззам была покрыта асфальтом.
По Нигеру проходит 985 км шоссе. Около 650 из них имеют покрытие, которое находится в плохом состоянии.

## Участки

### В Алжире
- Алжир—Гардая, 625 км, с твердым покрытием, в хорошем состоянии.
- Гардайя—Таманрассет, 1291 км, имеет покрытие, в удовлетворительном состоянии.
- Таманрассет—Ин-Геззам, 400 км, частично покрыт, труднопроходим.
- Ин-Геззам—Ассамака (Нигерский пограничный пост), 28 км, без покрытия.

### В Нигере
- Ассамака—Арлит, 200 км, без покрытия.
- Арлит—Агадес, 243 км, покрыт в 1980 году, частично в плохом состоянии.
- Агадес—Зиндер, 431 км, из них 301 с твердым покрытием.
- Зиндер—Магария (Нигерийский пограничный пост), 111 км, покрыт, в удовлетворительном состоянии.

### В Нигерии
Магария—Лагос (через Кано, Ойо и Ибадан), 1193 км, с твердым покрытием, в хорошем состоянии.
В целом, несмотря на неудовлетворительное состояние дороги, лишь около 200 км остаются без покрытия.

## Ответвления

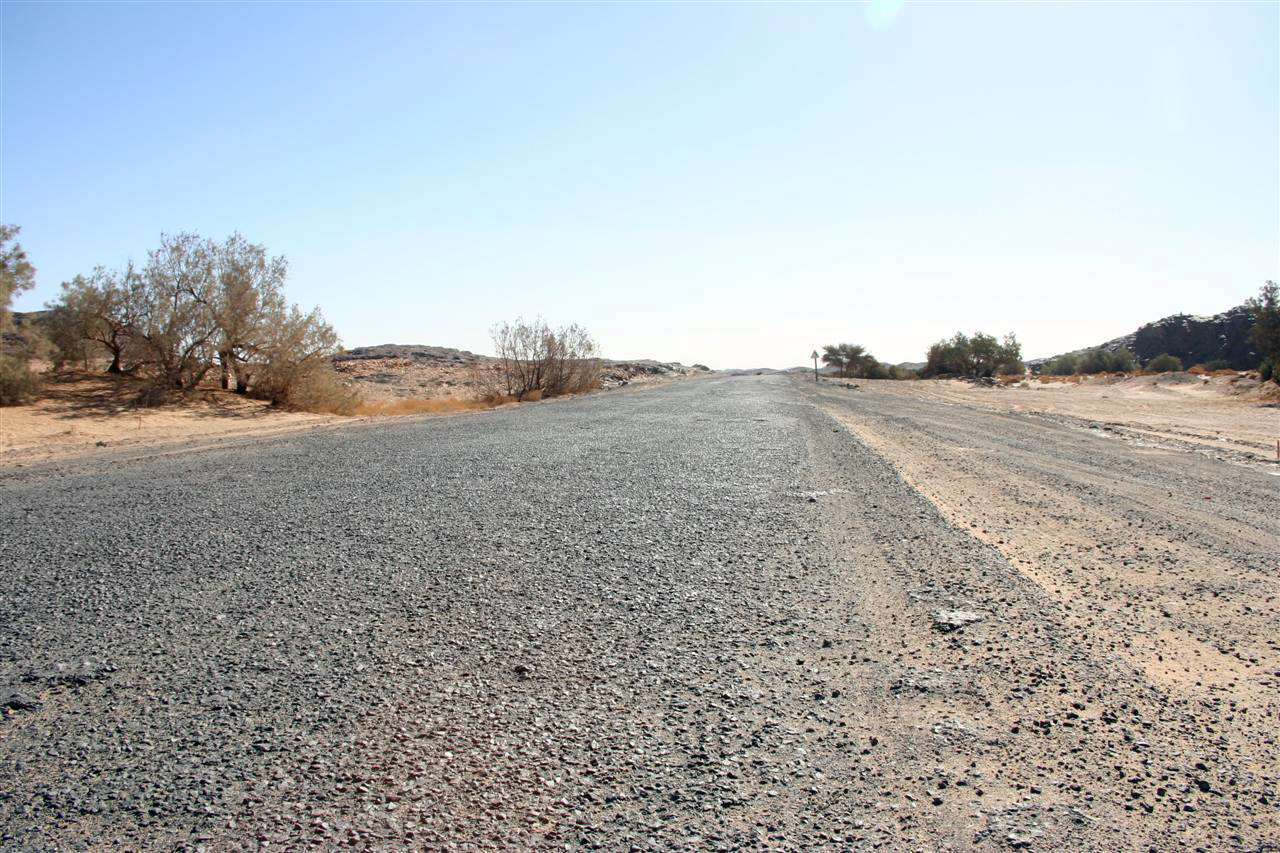
Шоссе между Айн-Салахом и Таманрассетом в Алжире.

### В Тунисе
Гардайя—Таузар—Гафса—Габес, около 800 км, с покрытием.

### В Мали
Таманрассет—Бордж-Баджи-Мохтар—Гао—Бамако, более 3000 км, 1200 км с твёрдым покрытием.

### В Нигере
- Лаббезанга—Ниамей, около 260 км, частично покрыто.
- Зиндер—Нгигми, 650 км, с твёрдым покрытием.

## Пересечения с другими трансафриканскими шоссе
- С шоссе Каир-Дакар[англ.]  в Алжире
- С Транссахельским шоссе  в Кано
- С западноафриканским береговым шоссе[англ.]  в Лагосе
- С Шоссе Лагос-Момбаса  в Лагосе